# جماعت تصوری
جماعت تصوری (جماعتِ تصورشده) یا جماعت خیالی یا باهمستان پنداشتی مفهومی است که بندیکت اندرسون در سال ۱۹۸۳ در کتاب خود تحت‌عنوان جماعت‌های تصوری به‌منظور تجزیه و تحلیل ملی‌گرایی ساخت و پرداخت کرد. اندرسون ملت را یک جمع با برساختِ اجتماعی در نظر می‌گیرد که تنها در ذهن افرادی وجود دارد که خود را بخشی از آن گروه می‌دانند.: 6–7 
اندرسون بر روشی که رسانه‌ها «جماعت‌های تصوری» را می‌سازند توجه دارد؛ به‌ویژه قدرت رسانه‌های چاپی در شکل‌دهیِ روان اجتماعیِ افراد. اندرسون، کلام مکتوب را به مثابهٔ ابزارِ کلیساها، نویسندگان و شرکت‌های رسانه‌ای (به ویژه کتاب‌ها، روزنامه‌ها و مجلات) و دولت (نقشه، سرشماری و موزه) تجزیه و تحلیل می‌کند. همه این ابزارها برای هدف‌قراردادن و تعریفِ مخاطبانِ انبوه در حوزهٔ عمومی با تصاویر، مرامی‌ها و زبانِ مسلط ساخته شده‌اند. اندرسون به خاستگاه این اندیشه‌ها می‌پردازد.

## توضیح ایدهٔ جماعت تصوری
به گفتهٔ اندرسون، ایجاد جماعت‌های تصوری به خاطر «سرمایه‌داری چاپی» امکان‌پذیر شد. کارآفرینانِ سرمایه‌داری برای به حداکثر رساندنِ تیراژ، کتاب‌ها و رسانه‌های خود، آن‌ها را به زبان محلی (به‌جای زبان‌های سنتی انحصاری، مانند لاتین) چاپ می‌کردند. در نتیجه، خوانندگانی که به گویش‌ها و لهجه‌های گوناگون محلی صحبت می‌کردند توانستند یکدیگر را با گویش خود دریابند و گفتمان مشترکی پدید آمد. اندرسون استدلال می‌گوید که به این ترتیب، نخستین دولت‌های اروپایی حول «زبان‌های چاپی ملی» آن‌ها شکل گرفتند. اندرسون استدلال می‌کند که نخستین شکل سرمایه‌داری با فرایند چاپ کتاب و مواد مذهبی آغاز شد. فرایند چاپ متون به زبان‌های محلی درست پس از شروع چاپ کتاب‌ها به زبان‌های پُرپیشینه در سنتِ نوشتاری مانند لاتین که نخبگان را به خود جذب می‌کرد، آغاز شد. در حال حاضر هم تنها گروه کوچکی از مردم به آن سخن می‌گویند و بخشی از جامعهٔ آن دوزبانه است. در آغاز انقلاب فرهنگی و ملی در حدود سال ۱۵۱۷ بود که مارتین لوتر نظرات خود را پیرامون کتاب مقدس ارائه کرد که «مردم باید بتوانند آن را در خانه خود بخوانند.» در سال‌های بعد، از ۱۵۲۰ تا ۱۵۴۰، بیش از نیمی از کتاب‌هایی که با ترجمه آلمانی چاپ شده بودند، نام او را داشتند. افزون بر این، گفته می‌شود نخستین دولت‌های اروپایی که حول «زبان‌های ملی» خود شکل گرفته‌اند، در منطقه آنگلوساکسون، انگلستان امروزی، و در اطراف آلمان امروزی یافت می‌شوند. در اروپای غربی نیز فرایند ساخت یک ملت در حال ظهور بود. در چند قرن، بیشتر کشورهای اروپایی زبان‌های ملی خود را ایجاد کرده بودند، اما همچنان از زبان‌هایی مانند لاتین، فرانسوی یا آلمانی (عمدتاً فرانسوی و آلمانی) برای امور سیاسی استفاده می‌کردند.

## ملی‌گرایی و جماعت تصوری
بر اساس نظریه جماعت‌های تصوری اندرسون، علت اصلی ملی‌گرایی، جنبش لغو اندیشه‌های حکومت توسط حق الهی و سلطنت موروثی است و نیاز به ظهور سرمایه‌داریِ چاپخانه و… همه از پدیده‌هایی هستند که با شروع انقلاب صنعتی رخ دادند. و این در هم‌گرایی سرمایه‌داری و فناوری چاپ، استانداردسازی تقویم‌ها و ساعت‌ها، زبان ملی در کتاب‌ها و انتشار روزنامه‌های روزانه تجسم یافت. از اینجا، اندرسون استدلال می‌کند که در حضور و توسعه فناوری، مردم میان آنچه خدا و الوهیت نامیده می‌شود با آنچه واقعاً تاریخ و سیاست است، تفاوت قائل شدند؛ چون در ابتدا، این مفاهیم مبتنی بر وجود دین مشترکی بودند که چونان چتری مایهٔ اتحادِ همهٔ مردم در سراسر اروپا بود. با ظهور چاپخانه و سرمایه‌داری، مردم نسبت به ارزش‌های مشترکی که افرادِ محیطِ کوچک‌ترِ خودشان را گرد هم می‌آورد، آگاهی ملی یافتند. جوامع تصوری با ایجاد زبان‌های چاپی کشور خود که هر فردی به آن صحبت می‌کرد آغازیدند. این به توسعه اولین اشکال دولت-ملت‌های شناخته‌شده یاری رساند که سپس خود را در هنر، رمان، انتشارات، رسانه‌های جمعی و ارتباطات ایجاد بروز داد.
اندرسون هنگام کوشش برای تعریفِ ملی‌گرایی، سه تناقض و کمبود نظری در ملی‌گرایی را به ظن خود گوشزد می‌کند:
1. مدرنیتهٔ عینیِ ملت‌ها از نگاه تاریخ‌دانان در مقابل قدمتِ انتزاعیِ آن‌ها در نگاه ملی‌گراها
2. پذیرش جهانی و رسمی ملیت به عنوان یک مفهوم اجتماعی-فرهنگی در عین حال که ملت‌ها متمایز دانسته می‌شوند.
3. قدرت سیاسی این گونه ملی‌گرایی‌ها در مقابل فقرِ فلسفی و حتی منسجم‌نبودن آن‌ها

اندرسون از آرامگاه سربازان گمنام به عنوان نمونه‌ای از ملی‌گرایی معرفی می‌کند. آرامگاه سربازان گمنام یا خالی هستند یا بقایای ناشناسی در آن‌ها نگهداری می‌شود اما هر ملتی با این نوع یادبودها ادعا می‌کند که این سربازان متعلق به خودشان هستند. مهم نیست که منشأ واقعی سرباز گمنام چیست، این ملت‌ها آنها را در جماعت تصوری خود نهاده‌اند.

## ملت به مثابهٔ یک جماعت تصوری
او ملت را «جماعت سیاسی تصوری» می‌دانست. همان‌طور که اندرسون می‌گوید: «یک ملت تصور می‌شود(و عینی نیست) چون اعضایِ حتی کوچک‌ترین ملت‌ها هم هرگز اکثر هم‌وندان و اعضای جامعه خود را نمی‌شناسند، آنها را ملاقات نمی‌کنند، یا حتی درباره‌شان چیزی نمی‌شنوند؛ با این حال در ذهنِ هر یک از آنها تصویری از مشترک‌بودن با بقیه وجود دارد.» اعضای جماعت احتمالاً هرگز هر یک از اعضای دیگر را چهره به چهره نخواهند شناخت. با این حال، آنها ممکن است منافع مشابهی داشته‌باشند یا به عنوان بخشی از یک ملت شناخته شوند. اعضا در ذهن خود تصویری ذهنی از خویشاوندی خود دارند. برای مثال، وقتی «جماعت تصوریِ» شما در رویداد بزرگتری مانند بازی‌های المپیک شرکت می‌کند، ملیت پررنگ شده و بروز می‌یابد.

## تأثیر و نگرش دیگران
بندیکت اندرسون نظریهٔ خود را داد چون احساس می‌کرد که نه نظریهٔ مارکسیستی و نه نظریهٔ لیبرال به اندازه کافی ملی‌گرایی را توجیه نمی‌کنند.
اندرسون به همراه ارنست گلنر و اریک هابسبام برای بررسی ملی‌گرایی در مکتب «تاریخ‌گرایی» یا «نوگرایی» قرار می‌گیرد چون باور دارد که ملت‌ها و ناسیونالیسم محصول مدرنیته هستند و به‌عنوان ابزاری برای اهداف سیاسی و اقتصادی ایجاد شده‌اند. این مکتب مخالف با تزهای اولیه اس که معتقدند ملت‌ها، اگر نگوییم ناسیونالیسم، از تاریخ اولیهٔ بشر وجود داشته‌اند. جوامع تصوری را می‌توان به‌عنوان شکلی از ساخت‌گرایی اجتماعی همتراز با مفهوم ادوارد سعید از جغرافیاهای تصوری دانست.
برخلاف گلنر و هابسبام، اندرسون با ایدهٔ ملی‌گرایی دشمنی ندارد و همچنین فکر نمی‌کند که ملی‌گرایی در جهانی در حال جهانی‌شدن منسوخ شده‌است. اندرسون برای عنصر آرمان‌شهرخواهانه در ناسیونالیسم ارزش قائل است.
به گفته هارالد بادر، مفهوم جماعت‌های تصوری با زمینه‌های معاصری مانند اینکه چگونه دولت-ملت‌ها هویت خود را در مورد سیاست داخلی و خارجی، مانند سیاست‌ها در قبال مهاجران و مهاجرت، تنظیم و فرموله می‌کنند بسیار مرتبط است. به گفته یوان هیگ: «مفهوم اندرسون از ملت‌ها به عنوان جماعت‌های تصوری در کتاب‌هایی که تفکر جغرافیایی را مرور می‌کنند نهادینه شده‌است.»
اگرچه این اصطلاح به‌طور ویژه برای توصیف ملی‌گرایی ابداع شد، اما اکنون به‌طور گسترده‌تری به کار می‌رود و تقریباً به هر جامعه‌ای که فرد خود را متعلق به آن می‌داند گفته می‌شود؛ مثلاً می‌توان از آن برای اشاره به یک جامعه مبتنی بر گرایش جنسی یا مبتنی بر مطالبات پیش‌گیرانه از خطرات جهانی استفاده کرد.
این اصطلاح را متفکران دیگری هم وام گرفته‌اند. مارک لیندلی‌هایفیلد، انسان‌شناس بریتانیایی ایده‌هایی مانند «غرب» را هم با این اصطلاح می‌شناساند. ایده‌هایی که به آنها به اندازه‌ای وضعیت عاملی داده می‌شود که گویی چیزهای واقعی و همگن هستند و ارزش‌ها نمادینی بر تمامیت آنان برچسب زده می‌شود؛ حال آنکه شاید افرادی در آن، متفاوت باشند. این با کار اندرسون متفاوت است، زیرا کاربرد این اصطلاح در اینجا در حیطه دیگری است و بر تضاد ذاتی بین هویت‌های متفاوتِ مفاهیمِ موجود و افراد تمرکز دارد.

## نقد
کریستین آلیسون، استاد مطالعاتِ کُردی دانشگاه اکستر، در مقاله‌ی خود با نظر به پیدایشِ بدونِ سرمایه‌داریِ چاپِ (برخلاف نظریه‌ی اندرسون) ناسیونالیسم در جوامعِ کُرد، ادعا می‌کند که نظریه‌ی اندرسون با همه‌ی اجزایش اروپامحور است و جهان‌شمول نیست. آلیسون، مشخصاً وضعیت کردها تا پیش از دهه‌ی نود میلادی را موردی برای نقضِ همه‌شمول‌بودن این نظریه می‌داند.
آلیسون اولا می‌گوید که نظریه‌ی اندرسون مسبوق به نظریه‌ی «شکاف بزرگ» از والتر جی. اونگ است که در ابتدای دهه‌ی ۱۹۸۰ میلادی در کتابش با نام «Orality and Literacy» منتشر شد. نظریه‌ی شکاف بزرگ (که امروزه مقبول نیست و آلیسون هم اشاره می‌کند که به آن هم نقدهایی وارد است) بین «جوامع شفاهی» و «جوامع باسوادِ نوشتاری» تفاوتی مهم قائل می‌شود: باشندگان جوامع شفاهی اغلب درگیرِ محیط کوچک اطراف خود هستند اما مردمان جوامع باسواد نوشتاری قدرت تحلیل و تولید گفتمان‌های انتزاعی را دارند. به نظرِ آلیسون، اندرسون نیز متأثر از این دیدگاه، گسترش صنعت چاپ را عامل مهمی در آگاه‌شدنِ مردم از اتفاقات نقاطِ دوردست‌تری از کشورشان و بنابراین ایجاد احساس هم‌بستگی ملی می‌داند. آلیسون می‌گوید اما در خاورمیانه، پیش از آنکه سوادِ نوشتاری، چاپ و نظامِ سوادآموزی غربی در سده‌های نوزدهم و بیستم گسترش یابند، گونه‌های قدیمی‌تر و از نظرِ او کارآمدتری از سواد توانسته بودند هویت‌های ملی را قوام ببخشند. آلیسون می‌گوید تعبیرِ غربی‌ها از «متن» (که در ابعاد گسترده باعث تصور ملیت شده) الزاما «مکتوبات» است اما به نظر آلیسون، متن حتما نباید مکتوب باشد، بلکه می‌تواند شفاهی هم باشد. آلیسوم مشخصاً کردها را مثال می‌زند که «اقلیتی درون یک ملت یا کشورِ دیگر بوده اند»، زبان رسمی قلمرویی که در آن زندگی می‌کرده‌اند هیچگاه کردی نبوده و «زبان مادریشان اغلب سرکوب یا محدود شده‌است.» او می‌گوید در چنین شرایطی است که تصور «کردبودن» (Kurdishness)، به عنوان پیوند عاطفی و هویتی، نه از مسیر سرمایه‌داری چاپی که از طریق نقل شفاهی و سینه‌به‌سینه‌ی ترانه‌ها، افسانه‌ها و ایدئولوژی ساخته شده‌است.
آلیسون دوما به نقدِ این ادعای اندرسون می‌پردازد که وجود یک زبانِ واحد بین جماعت، باعث ایجاد حس هم‌بستگی می‌شود. بندیکت اندرسون، تصور ملت به مثابه‌ی جماعت را در مرحله‌ی گذار از چندزبانگی (که اندرسون آن را ویژگی امپراتوری‌های پیش از دولت‌ملت‌ها می‌دانست) به تک‌زبانگی می‌دانست که آلیسون با او مخالف است. آلیسون اشاره می‌کند که کردها در سده‌ی بیستم، اقلیت‌های کشورهای مختلف بودند. کشورهایی که سیاستِ همه‌شان به جز شوروی، تک‌زبانگی بود. آلیسون می‌گوید که ممنوعیتِ استفاده از زبان کردی و نامرئی‌سازیِ (invisibilisation) زبان کردی در ترکیه و سوریه از بقیه شدیدتر بوده‌است اما به محدودیت‌های ایران و عراق هم اشاره می‌کند. آلیسون می‌نویسد در چنین اوضاعی بود که کردها چاره‌ای نداشتند جز آنکه زبان خود را به صورت شفاهی حفظ کنند و سواد کردی‌شان را سینه‌به‌سینه منتقل کنند. به باور آلیسون، اگر با دیدگاه اندرسون بنگریم، نقش و اهمیت میراث شفاهی کردها برای ساختن ملت تصورشده‌شان را درک نخواهیم کرد.
آلیسون دو تفاوت دیگر را بین سرمایه‌داریِ چاپِ مدنظرِ اندرسون و وضعیت سواد در جوامع کرد را برمی‌شمارد. اول اینکه در الگوی سرمایه‌داریِ اندرسون، افراد، نسخه‌های فراوان مطبوعات را به طور خصوصی می‌خواندند اما در جوامع کرد، نسخه‌های کم‌شمارگانِ مکتوبات، دست‌به‌دست می‌شدند یا در جمع برای همگان خوانده می‌شدند و درباره‌شان بحث می‌شد. دوم آنکه درحالیکه اندرسون می‌گوید:«بوروژوازیِ بی‌سواد، نایاب است» بخشِ قابل توجهی از خان‌ها و زمین‌داران جوامع کُرد بی‌سواد بودند که با همه‌ی بی‌سوادی‌شان افرادی ذی‌نفوذ و آگاه محسوب می‌شدند و بر طبقات پایین‌تر جوامع کُرد تاثیر می‌گذاشتند. آلیسون همچنین اشاره می‌کند که تصاویر (رسانه‌ها، شبکه‌های تلویزیونی و ماهواره‌ای)، زندان‌ها، مراسم‌هایی مانند نوروز و خاکسپاری‌ها، آوازها، آهنگ‌ها و... بیش از سرمایه‌داری چاپ در «ترسیمِ رنجِ مشترکِ کردبودن» و «تصور ملیت کردی» نقش داشتند که نشان می‌دهد، «تصورِ یک جماعت» آنگونه که آندرسون گفته است، همواره به دلیل پیدایش سرمایه‌داری چاپ نیست.